# Interstate 70
Interstate 70 eller I-70 är en väg, Interstate Highway, i USA. Den är 3 465 km lång och vissa delar var de första delarna av Interstate Highway System som byggdes. I delstaterna Colorado och Utah finns det många ingenjörsmässiga storheter såsom Eisenhower Tunnel, Glenwood Canyon och The San Rafael Swell. Eisenhower Tunnel är också den högsta punkten av alla Interstates med 3 401 meter. Vid Glenwood Canyon öppnades sista delen av vägen år 1992.

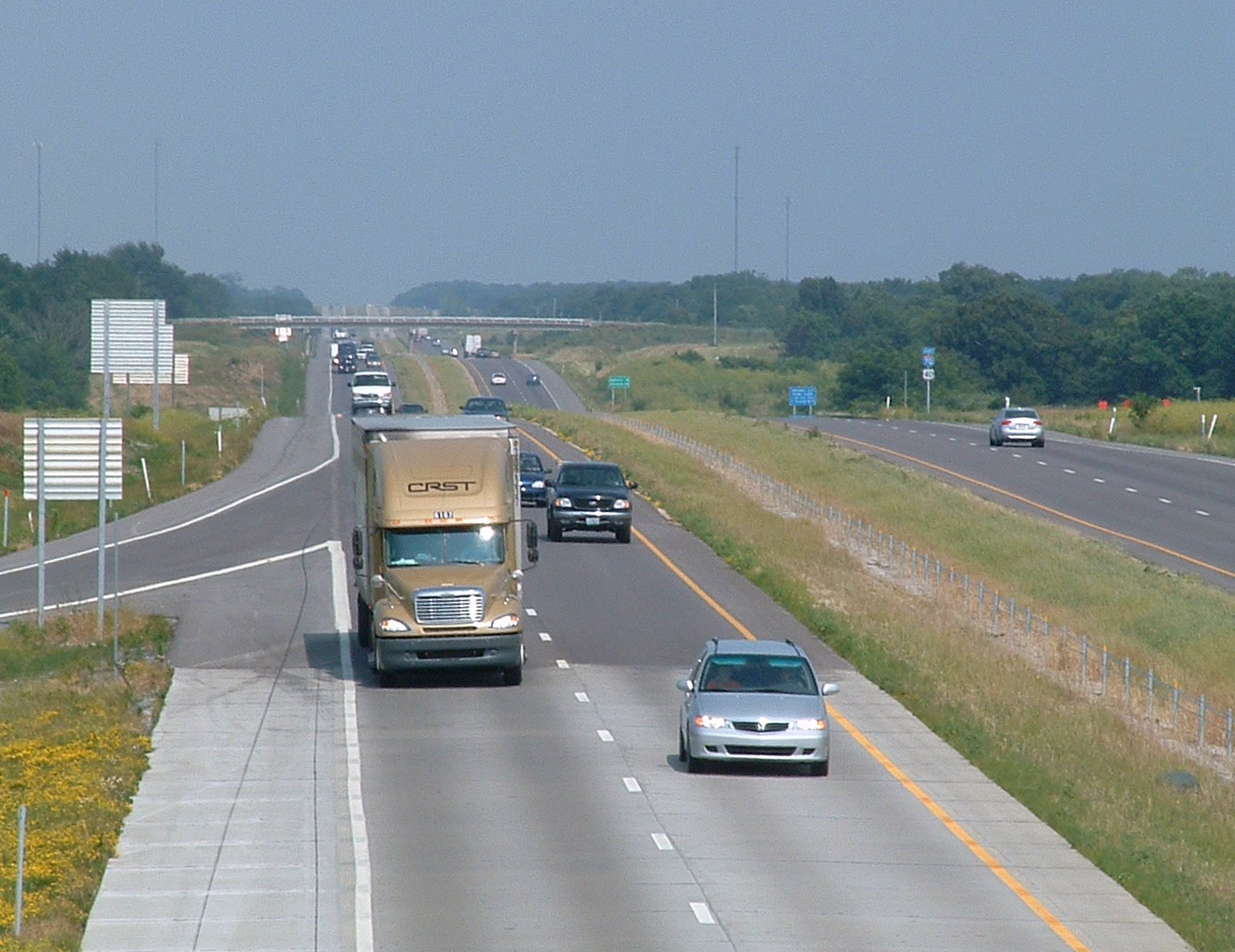
I-70 i Missouri i Saline County, Missouri

## Delstater vägen går igenom
- Utah
- Colorado
- Kansas
- Missouri
- Illinois
- Indiana
- Ohio
- West Virginia
- Pennsylvania
- Maryland